# Туркмен (село)
Туркме́н (укр. Туркмен, крымскотат. Türkmen, Тюркмен) — исчезнувшее село в Ленинском районе Республики Крым, располагавшееся на северо-востоке района и Керченского полуострова, примерно в 2 км к северу от современного села Октябрьское.

## История
Впервые в доступных источниках селение встречается на карте 1836 года, как и на карте 1842 года, на которых обозначена дача Туркмен без указания числа дворов.
В 1860-х годах, после земской реформы Александра II, селение приписали к Сарайминской волости. Согласно «Списку населённых мест Таврической губернии по сведениям 1864 года», составленному по результатам VIII ревизии 1864 года, Туркмен — владельческий русский хутор с 2 дворами и 7 жителями при колодцах. На трёхверстовой карте Шуберта 1865—1876 года обозначена дача Туркмен. По «Памятной книге Таврической губернии 1889 года», по результатам Х ревизии 1887 года, в деревне Туркмен числилось 21 дворов и 63 жителя. По «…Памятной книжке Таврической губернии на 1892 год» в безземельной деревне Туркмень, не входившей ни в одно сельское общество, числилось 12 жителей, домохозяйств не имеющих. На верстовой карте Крыма 1896 года обозначен хутор Туркмен без указания числа дворов. По «…Памятной книжке Таврической губернии на 1902 год» на хуторе Туркмен, входившем в Ново-Александровское сельское общество, числилось 62 жителя, домохозяйств не имеющих. По Статистическому справочнику Таврической губернии. Ч.II-я. Статистический очерк, выпуск пятый Феодосийский уезд, 1915 год, в имении Туркмень (Месаксуди и наследников Калининой) Сарайминской волости Феодосийского уезда числился 1 двор без населения.
С конца XIX века и до 1930-х годов на восточных окрестностях села в Туркменских (Гадючьих) каменоломнях велась добыча известняка пильным способом.
После установления в Крыму Советской власти, по постановлению Крымревкома, 25 декабря 1920 года из Феодосийского уезда был выделен Керченский (степной) уезд, а, постановлением ревкома № 206 «Об изменении административных границ» от 8 января 1921 года была упразднена волостная система и в составе Керченского уезда был создан Керченский район в который вошло село (в 1922 году уезды получили название округов. 11 октября 1923 года, согласно постановлению ВЦИК, в административное деление Крымской АССР были внесены изменения, в результате которых округа были отменены и основной административной единицей стал Керченский район в который вошло село. Согласно Списку населённых пунктов Крымской АССР по Всесоюзной переписи 17 декабря 1926 года, на хуторе Туркмен, Скасиев Фонтанского сельсовета Керченского района, числилось 5 дворов, население составляло 27 человек, все украинцы. Постановлением ВЦИК «О реорганизации сети районов Крымской АССР» от 30 октября 1930 года (по другим сведениям 15 сентября 1931 года) Керченский район упразднили и село включили в состав Ленинского, а, с образованием в 1935 году Маяк-Салынского района (переименованного 14 декабря 1944 года в Приморский) — в состав нового района. На километровой карте Генштаба Красной армии 1941 года обозначен совхоз Туркмен. Исключён из учётных данных в 1948 году.

### Динамика численности населения
| - 1864 год — 7 чел. - 1889 год — 63 чел. - 1892 год — 12 чел. | - 1902 год — 62 чел. - 1915 год — 0 чел. - 1926 год — 27 чел. |